# Герб Бологого
Герб муниципального образования городского поселения город Болого́е Бологовского района Тверской области Российской Федерации.
Герб утверждён 1 июля 2010 года и внесён в Государственный геральдический регистр Российской Федерации с присвоением регистрационного номера 6253.

## Описание
Геральдическое описание (блазон) гласит: 
В скошенном червлёном и золотом поле серебряный алмаз, окрылённый двумя крыльями переменных цветов, причём одно крыло расправлено вверх и влево, второе — вниз и вправо, сопровождаемый двумя направленными в него наконечниками положенными сообразно сечению стрел: вверху справа в золоте — червлёной, внизу слева в червлении — золотой

## Обоснование символики
Герб города Бологое символизирует уникальное — срединное положение города на Октябрьской железной дороге между Москвой и Санкт-Петербургом и аллегорически указывает на то, что развитие города прямо связано с железной дорогой.
Обрамлённый крыльями, которые отражают узловое положение города и железнодорожной станции, алмаз символизирует озеро Бологое, вокруг которого возникло поселение и являющиеся «настоящим алмазом (бриллиантом)» города.
Стрелы аллегорически указывают на движение высокоскоростных поездов на железной дороге Москва—Санкт-Петербург, отражают развитие города и влияние, которое оказывают на него две российские столицы.